# Valentina Monetta
Valentina Monetta (Cidade de São Marinho, São Marinho, 1 de Março de 1975) é uma cantora são-marinense.

## Carreira
Valentina Monetta nasceu a 1 de Março de 1975, na cidade de São Marinho e iniciou sua carreira como cantora no grupo Tiberio, que seguia a linha black music. Depois uma experiência com hip-hop, iniciou uma nova parceria com Monica Giacomobono, com que lançou seu primeiro single "Sharp". Em colaboração com outros músicos, Valentina mostrou sua paixão pelo jazz e pela bossa nova, cantando com bandas locais. Seu primeiro disco solo, "Il mio gioco preferito", foi lançado em 2011.

### Festival Eurovisão da Canção
Em 2008, tentou representar o seu país na Eurovisão pela primeira vez, enviando o tema "Se Non Ci Sei Tu" para a seleção interna, mas não foi seleccionada pelo SMRTV.
No dia 14 de Março de 2012, foi anunciado pela SMRTV, que ela representou São Marinho no Festival Eurovisão da Canção 2012, que se realizou em Baku, Azerbaijão, com a canção "Facebook Uh, Oh, Oh", que foi mudada dias depois para "The Social Network Song", que se classificou em 14º lugar com 31 pontos na semi-final.
No dia 30 de Janeiro de 2013, Monetta foi seleccionada novamente para representar São Marinho no Festival Eurovisão da Canção 2013, que se realizar-se-à em Malmö, Suécia com a canção "Crisalide".
Depois do festival 2013 foi anunciado, que ela vá representar o pais também em 2014. Com a canção "Maybe (Forse)" ela se qualificou pela primeira e como a primeira cantora são-marinense em total vez pela final. Ela se classificou em 24o lugar com 14 pontos.
No dia 12 de Março de 2017, foi anunciado que Monetta vá representar São Marinho no Festival Eurovisão da Canção 2017 em Kiev, Ucrânia. Junto com Jimmie Wilson ela vá presentar a canção "Spirit of the Night" na segunda semi-final.

## Discografia

### Álbuns
| Titulo                         | Detalhes do álbum                                                                  |
| ------------------------------ | ---------------------------------------------------------------------------------- |
| Il mio gioco preferito         | - Lançamento: 19 de Setembro de 2011 - Gravadora: MFV - Formatos: Download digital |
| La storia di Valentina Monetta |                                                                                    |
| Sensabilità                    |                                                                                    |

### Singles
| Ano  | Titilo                                  | Álbum                          |
| ---- | --------------------------------------- | ------------------------------ |
| 2002 | "Sharp"                                 | Il mio gioco preferito         |
| 2008 | "Se Non Ci Sei Tu"                      | Il mio gioco preferito         |
| 2012 | "I'll Follow the Sunshine"              | La storia di Valentina Monetta |
| 2012 | "The Social Network Song"               | La storia di Valentina Monetta |
| 2013 | "Crisalide"                             | La storia di Valentina Monetta |
| 2014 | "Maybe (Forse)"                         | Sensabilità                    |
| 2017 | "Spirit of the Night" com Jimmie Wilson | TBA                            |